# Bois Island
Bois Island är en ö i Kanada.   Den ligger i provinsen Newfoundland och Labrador, i den östra delen av landet, 1 500 km öster om huvudstaden Ottawa. Arean är 38 kvadratkilometer.
Terrängen på Bois Island är platt. Öns högsta punkt är 196 meter över havet. Den sträcker sig 7,6 kilometer i nord-sydlig riktning, och 13,5 kilometer i öst-västlig riktning.
Trakten runt Bois Island är nära nog obefolkad, med mindre än två invånare per kvadratkilometer.